# Geuši
Geuši (cyr. Геуши) – wieś w Czarnogórze, w gminie Pljevlja. W 2011 roku liczyła 6 mieszkańców.